# 김동철 (배우)
김동철(1973년 3월 6일 ~ )은 대한민국의 배우이다.

## 출연

### 영화
- 1997년 《똑바로 살아라》... 국세청 직원들 역
- 2001년 《엽기적인 그녀》... 조폭 5 역
- 2002년 《피도 눈물도 없이》... 촌뜨기들 역
- 2002년 《4발가락》.... 르까프 부하 역
- 2003년 《갈갈이 패밀리와 드라큐라》... 촌장 역
- 2004년 《까불지마》... 은지 밴 운짱 역
- 2007년 《어머니는 죽지 않는다》... 간부 1 역
- 2007년 《용의주도 미스 신》... 키스남 역
- 2009년 《블러디 쉐이크》... 젊은 남자 2/도박 회사원 2 역

### 연극
- 2006년 사랑은 달구처럼
- 2007년 다리 위에서 바라본 풍경
- 2009년 세일즈맨의 죽음
- 2010년 형제
- 2014년 나비효과 24